# Вагиф Ибрагимоглу (Гасанов)
Вагиф Ибрагимоглу (азерб. Vaqif İbrahimoğlu (Həsənov)); (18 октября 1949, Мардакян, Азербайджанская ССР, СССР — 12 мая 2011, Баку, Азербайджан) — советский азербайджанский актёр, режиссёр; главный режиссёр театра «Йуг»; заслуженный деятель искусств Азербайджана (1991).

## Биография
Вагиф Гасанов родился 18 октября 1949 года в поселке Мардакян города Баку. В 1967 по 1972 учился на факультете кино и драматического актёрского мастерства Азербайджанского государственного института культуры и искусства. С 1973 года — актёр Азербайджанского театра юного зрителя.
С 1976 года — художественный руководитель Экспериментального театра-студии при Театральном обществе Азербайджана, Учебного Театра; в 1982-1989 годы — главный режиссёр Азербайджанского театра музыкальной комедии. Ставил спектакли в Национальном академическом драматическом театре Азербайджана, в театрах Анкары и Бурсы, в театре «Угала» (Эстония). С 1989 года — художественный руководитель, с 1992 года — главный режиссёр Государственного театра «Йуг»; поставил в театре 90 спектаклей.
С ноября 2010 по январь 2011 года лечился от онкологической болезни лёгких в клинике университета Гази (Анкара). Вернувшись на родину, продолжил лечение в амбулаторных условиях. Несмотря на тяжёлую болезнь, перед отъездом в Турцию в сентябре 2010 поставил спектакль на основе мейханы «Ребёнок и мы». Вернувшись, в феврале 2011 г. приступил к работе над спектаклем «Визирь Лянкяранского ханства» (по М. Ф. Ахундову). Последней ролью Вагифа Ибрагимоглу стал образ полицейского в фильме режиссёра Ильгара Сафата «Участок», который был номинирован на «Оскар» в 2010 году. Его отрицательный персонаж получился очень цельным и колоритным.
Скончался 12 мая 2011 года в Баку. Похоронен в родном посёлке Мардакян.

## Цитаты
Из природного оптимизма предпочитаю думать не о находящейся передо мной пропасти, а о том, как проложить над ней мост. Может быть, эта позиция связано с моей профессиональной деятельностью, как однажды сказал Аристотель: «Жизнь коротка, искусство вечно». Один сумасшедший бросил в колодец камень, десять умных не смогли достать этот камень оттуда. Когда-то я захотел стать сумасшедшим, очень старался, пытался, трудился — но без толку, ничего не вышло. Я завидую всем тем, у кого это получилось, но и однако же, видимо, вынужден быть умным. — Вагиф Ибрагимоглу

## Мнения о Вагифе Ибрагимоглу
Мы потеряли не только режиссёра, но и мыслящего человека, интеллигента, собеседника, который понимал тебя в любое время…Точнее, Вагиф, был и ушёл из жизни, как Вагиф… — Сеймур Эльсевер  (Ann.az)

Весть о том, что после продолжительной тяжелой болезни скончался руководитель Азербайджанского государственного театра «Йуг», талантливый самобытный режиссёр, заслуженный деятель искусств Азербайджана Вагиф Ибрагимоглу, отозвалась жесткой болью в сердцах тех, кто знал его лично, работал с ним, учился у него, смотрел его талантливые постановки. Азербайджанское искусство понесло тяжелую невосполнимую утрату, потому что Вагиф Ибрагимоглу одна из тех личностей, которую заменить нельзя.— Галина Микеладзе

## Награды и признание
- Заслуженный деятель искусств Азербайджана (22 мая 1991)
- «Media Ачары»
- «Золотой дервиш» — приз Союза театральных деятелей Азербайджана
- Почётный стипендиат президента Азербайджана (3 мая 2011)[5]